# 約束された場所で
『約束された場所で―underground 2』（やくそくされたばしょで アンダーグラウンド ツー）は、村上春樹のノンフィクション文学作品。

## 概要
1998年11月、文藝春秋より刊行された。2001年7月、文春文庫として文庫化された。
1995年3月20日、地下鉄サリン事件を起こしたオウム真理教の信者、元信者8人に村上自身がインタビューをし、それを中心にまとめた書籍である。インタビューの初出は『文藝春秋』1998年4月号から11月号に掲載された「ポスト・アンダーグラウンド」。あとがきは、『本の話』（文藝春秋）1998年10月号に掲載されたエッセイ「時代の精神の記録 林郁夫『オウムと私』について」をもとにしたものである。
当初本書は、『アンダーグラウンド』（講談社、1997年3月）の続編として、同じ講談社で取材の作業が進められる予定であった。しかし、同社内で大幅な人事異動があり、『アンダーグラウンド』のときと同じチームを組むことが不可能になったので「やむを得ず媒体を文藝春秋に移すことになった」と、村上はのちに述べている
信者らの名前が仮名であるか実名であるかは、文中では明らかにされていない。
米国の詩人マーク・ストランドの詩「一人の老人が自らの死の中で目覚める（An Old Man Awake in His Own Death）」がエピグラフに引用されている。翻訳は村上。「約束された場所で（The place that was promised）」というタイトルはその詩の本文から得た。
2000年6月、英訳版『Underground: The Tokyo Gas Attack and the Japanese Psyche』が上記『アンダーグラウンド』と合本のかたちで刊行された。翻訳はアルフレッド・バーンバウムとフィリップ・ガブリエル。
村上は後に河合隼雄との対談で、事実をどんどん聞いていくことがある場合には非常にきつく、事件を口にすることで良くなる人と悪くなる人の両方がいて、途中からは悩み始めたという。

## インタビュー
狩野浩之
1965年、東京都生まれ。信者。浪人時代に見たテレビドラマ『金曜日の妻たちへ』によって、大人に対するイメージが「完全に崩れてしまった」。大学在学時にオウム真理教の主催するヨーガ道場に通うようになり、わずか20日後に麻原彰晃から出家を勧められ、その5ヶ月後に出家した。地下鉄サリン事件当時は科学技術省に所属していた。
波村秋生
1960年、福井県生まれ。信者。オウム真理教とはつかず離れずの関係を長く続けていたが、1994年4月にタカハシさんという6歳下の女性に誘われて入会した。地下鉄サリン事件後、警察から「スパイをやってみる気はないか」と持ちかけられるが、北陸におけるオウムの支部が壊滅してしまったため、その計画は実行されなかった。
寺畑多聞
1956年、北海道生まれ。信者。小学校と中学校の教員を務めていたが、34歳のときに出家。地下鉄サリン事件当時は防衛庁に所属し、コスモ・クリーナーのメンテナンスをしていた。インタビュー時は数人の仲間とともに都内にある二階建てのアパートで暮らしていた。その後棄教。
増谷始
1969年、神奈川県生まれ。元信者。大学1年生のときにオウム真理教に入信した。地下鉄サリン事件が起こる少し前に教団の運営方針を批判し、その結果上九一色村の独房に閉じ込められるが、一時的に開けっ放しになったドアから脱走した。脱走してから1ヶ月後に自分が破門されていたことを知る。
神田美由紀
1973年、神奈川県生まれ。信者。16歳のときに麻原彰晃の本に感銘を受け、二人の兄と一緒に兄弟全員で入信した。やがて高校を中退し、出家した。オウム真理教の一連の事件、裁判について、「どう判断していいのかわからない」「何が真実で何が真実じゃないのか、やっぱり迷ってきます」と答えている。
細井真一
1965年、北海道札幌市出身。元信者。高校卒業後、千代田工科芸術専門学校に進むが、半年で中退する。1988年12月、入信。1995年5月、殺人及び殺人未遂の疑いで逮捕状が出たため、山梨県警に出頭。23日勾留の末に起訴猶予で釈放された。留置場から脱会届を教団に郵送した。「出家修行者なんて、たとえば外で他人の車にぶっつけたって、悪いとも思いません」と述べている。
岩倉晴美
1965年、神奈川県生まれ。元信者。短大を出たあと渋谷にある会社に就職した。入信してから2ヶ月で出家。麻原から性的な関係を迫られた際、拒否する。それとの因果関係は不明だが、その後電気ショックで記憶を消去される。長期間にわたって忘却の中をさまよいつづけ、我に返ったのはサリン事件の直前だった。
高橋英利
1967年、東京都立川市生まれ。元信者。信州大学大学院在学中に、大学の松本キャンパスに講演に来た麻原と話をし、そのあとで井上嘉浩に勧誘されて入信した。サリン事件にショックを受けて脱会。その後テレビなどのメディアに出て教団を批判し、『オウムからの帰還』（草思社、1996年3月）を著した。

## 河合隼雄との対話
『アンダーグラウンド』をめぐって
1997年5月17日、京都市内で行われた対談。初出は『現代』1997年5月号。本書収録にあたって村上によって構成し直されている。村上と河合が行った対談の一覧は「村上春樹#関りのある人物」を参照のこと。
「悪」を抱えて生きる
1998年8月10日、京都で行われた対談。河合が「これからは宗教性の追求というのは個人でやるより仕方ないんじゃないかと僕は思てますけれどね」と述べると、村上は「個人でそれができるほど強い精神を持っている人は、多くの場合宗教なんかにいかないんじゃないでしょうか。宗教を求める世間の大多数の人は、個人でやっていくことはむずかしいだろうと僕は思うんですが」と答えている。